# Songs for the Saints
Songs for the Saints è il diciassettesimo album in studio del cantante country statunitense Kenny Chesney. È stato pubblicato il 27 luglio 2018 tramite Warner Bros. Nashville e Blue Chair Records. Il contenuto dell'album è stato ispirato dall'uragano Irma.
L'album è la prima uscita di Chesney per la Warner Bros. Nashville, alla quale ha firmato all'inizio del 2018. Chesney lo ha prodotto con il produttore di lunga data Buddy Cannon. Get Along è stato pubblicato il 6 aprile 2018 come primo singolo. Chesney ha co-scritto cinque delle dodici canzoni dell'album. Ziggy Marley interpreta la voce di duetto in Love for Love City, Jimmy Buffett appare in una cover del suo Try to Reason with Hurricane Season, e Mindy Smith fornisce la sua voce su "Better Boat". Anche Ends of the Earth di Lord Huron è una cover inclusa nell'album.
Secondo Chesney, l'album è stato ispirato dal processo di ricostruzione dopo l'uragano Irma, che distrusse una casa che possedeva a Saint John, nelle Isole Vergini americane. I proventi dell'album saranno donati ai fondi per i soccorsi in caso di calamità dell'uragano Irma.
Annie Reuter of Sounds Come Nashville ha dato all'album una recensione positiva, lodando i testi sinceri e vividi e la natura spogliata e introspettiva dell'album. Glenn Gamboa ha recensito 3 stelle su 4, affermando che l'allungamento artistico di Chesney potrebbe non dargli la sua solita collezione di classifiche... Comunque, Songs for the Saints è molto più di questo, un modo per Chesney Stephen Thomas Erlewine di Allmusic lo ha valutato 4 su 5, lodando "l'atmosfera calda e nebulosa" e la natura introspettiva, definendolo "uno dei migliori dischi di Chesney".
Songs for the Saints ha debuttato al numero due della Billboard 200 degli Stati Uniti con 77.000 unità equivalenti all'album, incluse 65.000 vendite di album puri. È il 15º album consecutivo della top 10 di Chesney negli Stati Uniti. Ha venduto altre 16.300 copie la seconda settimana. A partire dal gennaio 2019, l'album ha venduto 139.100 copie negli Stati Uniti.

## Tracce
1. Songs for the Saints – 3:38
2. Every Heart – 3:54
3. Get Along – 3:19
4. Pirate Song – 4:18
5. Love for Love City – 3:49
6. Ends of the Earth – 4:24
7. Gulf Moon – 3:18
8. Island Rain – 4:27
9. Trying to Reason with Hurricane Season – 4:09
10. We're All Here – 4:15
11. Better Boat – 3:44